# Coyote (manga)
Coyote - Hangyaku no Resistance   (コヨーテ ―反逆のレジスタンス―?, Koyōte - Hangyaku no Rejisutansu) è un manga hentai di genere storico di Kōta Hirano. L'opera precorritrice di quella più celebre Hellsing propone già tematiche  e personaggi che verranno successivamente sviluppati: vi sono al centro del manga il conflitto fra i nazisti e la Resistenza e i personaggi di Pip Bernadotte e Max Montana, alias il Maggiore.

## Trama
Durante l'occupazione nazista i membri della Resistenza, stanchi di assistere ai soprusi e alle violenze da parte dei tedeschi ai danni della popolazione inerme, assoldano alcuni mercenari. A questi si unisce Pip Bernadotte, che prima di sposare la causa dei "Coyote", si imbatte in Natalie, ragazza che per nulla gli dona il proprio corpo. Quando Pip scopre che Natalie altri non è che la figlia del sindaco della cittadina e che è costretta alla fuga per non diventare schiava sessuale per i nazisti, assieme all'amico Kasim, al giovane Cain e agli altri membri della Resistenza fa irruzione nel Quartier Generale dei soldati per salvare la ragazza.
Poco dopo al gruppo si aggrega anche Ermail, mercenaria tenace ed ottima combattente. I Coyote danno l'assalto finale ai tedeschi invasori, ma il Maggiore, vero leader nemico, riesce a fuggire. A bordo di un dirigibile, lo psicopatico capo nazista fugge verso l'Argentina. A Pip e ai mercenari non resta che inseguirlo, ora che la cittadina è salva e l'esercito oppressore tedesco debellato; con la promessa di rivedersi quanto prima, Pip saluta l'infatuata Natalie.

## Personaggi
Pip
Giunto per caso nella cittadina occupata dal brutale esercito tedesco, finisce per decidere di mettersi al servizio della resistenza Coyote solo dopo aver trascorso la notte con Natalie ed aver scoperto, poi, la condizione di fuggiasca di quest'ultima, minacciata dagli occupanti di farla diventare una prostituta di guerra in caso di cattura.
Il suo personaggio verrà sviluppato successivamente nell'opera Hellsing.
Natalie
Figlia del sindaco della cittadina, pur di non concedersi ancora vergine ai nazisti che occupano la regione si prostituisce, incappando nella compagnia di Pip. Trascorsa con lui la notte, viene rapita dai soldati che ne abusano ripetutamente; viene infine salvata dalla resistenza capeggiata da Pip, cui si dichiarerà profondamente legata.
Kasim
Ebreo ed amico di lunga data di Pip, ha cessato l'attività di mercenario per dedicarsi alla sua passione: la pittura. Quando l'amico torna per chiedersi di unirsi alla Resistenza, Kasim preferisce rifiutare e seguitare il suo lavoro creativo, ma quando scopre che la modella Elsa che ama lo tradisce con un soldato tedesco ed ammette di non tenerlo nella minima considerazione, l'impeto sanguinario lo ritrasforma nel freddo killer di un tempo. Senza più uno scopo e responsabile dell'omicidio della donna che amava, finisce per scegliere la compagnia della Resistenza.
Max Montana
Il Maggiore e generale delle truppe del fronte occidentale. Per sua stessa ammissione figlio di un ubriacone ed una prostituta, dopo aver trascorso l'infanzia sottoposto alla visione delle performance lavorative della madre, finisce per ucciderla assieme ad un suo cliente. Dopo il matricidio la sua psiche stravolta finisce per trasformarlo in un sadico capace di rilassarsi solo di fronte allo spettacolo di donne abusate, mentre il solo piacere diventa per lui la guerra e la conquista del potere.
Il suo personaggio viene sviluppato nella successiva opera di Hirano, Hellsing.
Ermail
Bella e spregiudicata mercenaria. Si unisce spontaneamente alla Resistenza con lo scopo di uccidere il Maggiore. Scoperto che il compagno d'armi Cain non ha mai avuto una relazione con una ragazza, prendendo l'iniziativa, va a letto col giovane ancora vergine, adducendo a mo' di spiegazione l'imprevedibilità del futuro e le battaglie mortali imminenti.
Kanon
Segretario di guerra da poco assunto, Kanon non condivide la linea violenta dei colleghi. Queste convinzioni lo portano ad essere spesso considerato l'"ultima ruota del carro" e ad essere abbandonato in balia dei nemici in caso di necessità.